# Обход Сочи
Обход Сочи — современная автодорога, пролегающая по Хостинскому, Центральному и Лазаревскому районам города Сочи (Краснодарский край, Россия). Сокращает время транзитного движения, обходя центральную часть Сочи.

## Описание
Является составляющей федеральной трассы А147. Служит продолжением на север автодороги Сочи — Адлер. Начинается от ММЦ «Спутник», где магистраль из Адлера уходит в горы (долину реки Мацеста).

### Участки автодороги
1-й участок
- Развязка у ММЦ «Спутник»
- Мацестинский тоннель
- Спуск на аллею Челтенхема
- Среднемацестинский виадук
- Бытхинский виадук

2-й участок
- Развязка с улицей 20 Горнострелковой дивизии
- Раздольненские тоннели
- Раздольненский виадук

3-й участок
- Развязка с улицей Транспортной
- Навагинский тоннель
- Развязка с улицей Пластунской
- Барановский виадук
- Барановский тоннель
- Развязка с улицей Крымской

4-й участок
- в разработке

## История
Строительство начато в 1988, потом заморожено, возобновлено в 1998. В августе 2001 сдан в эксплуатацию 1-й участок — 4,5 км. 2-й участок — 29 ноября 2008 — 4,27 км (в том числе два тоннеля общей длиной 540 м, семь мостов, эстакад и путепроводов). 26 декабря 2009 был открыт 3-й участок при участии премьер-министра России В. В. Путина. В настоящее время автодорога достроена до микрорайона Мамайка и полностью обходит Центральную часть Сочи. Остальные части находятся на стадии проекта. Планируется, что автодорога продолжится от существующей далеко от моря и выйдет на основную федеральную трассу в районе Горячего ключа

## Галерея

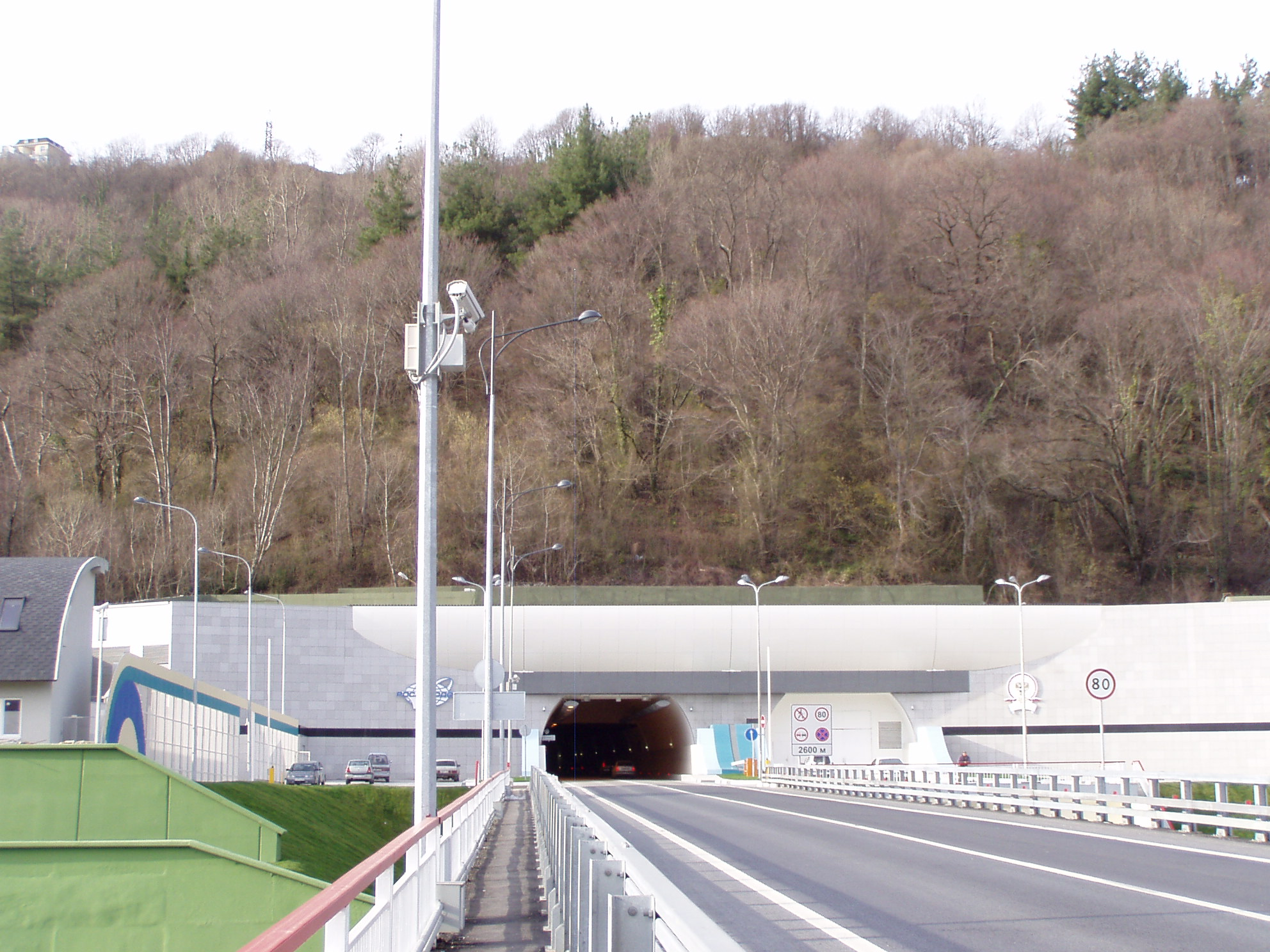
Барановский тоннель — составная часть дороги
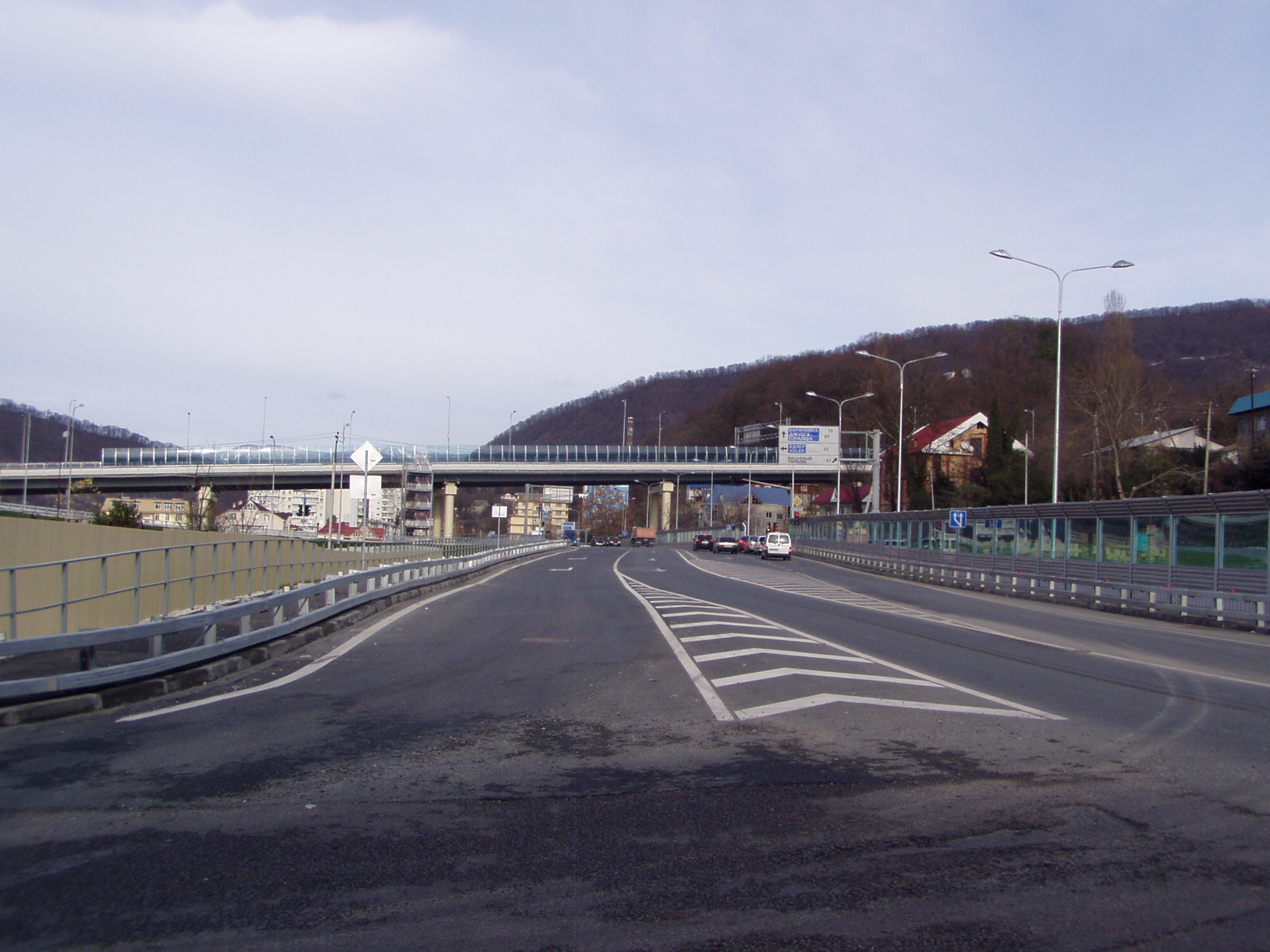
Развязка Объездной дороги с Пластунской улицей